# إدوارد هاغن
إدوارد هاغن (بالإنجليزية: Edward Hagen)‏ (4 مارس 1908 في الولايات المتحدة - 16 أغسطس 1963) هو لاعب كرة يد أمريكي. شارك في الألعاب الأولمبية الصيفية 1936.

## وصلات خارجية
- إدوارد هاغن على موقع أوليمبيديا (الإنجليزية)